# Simning vid världsmästerskapen i simsport 2025 – Damernas 200 meter frisim
Damernas 200 meter frisim vid världsmästerskapen i simsport 2025 avgjordes mellan den 29 och 30 juli 2025 i World Aquatics Championships Arena i Singapore Sports Hub i Kallang i Singapore.

## Rekord
Inför tävlingens start fanns följande världs- och mästerskapsrekord:
|                   | Namn               | Nation     | Tid     | Ort                  | Datum        |
| ----------------- | ------------------ | ---------- | ------- | -------------------- | ------------ |
| Världsrekord      | Ariarne Titmus     | Australien | 1.52,23 | Brisbane, Australien | 12 juni 2024 |
| Mästerskapsrekord | Mollie O'Callaghan | Australien | 1.52,85 | Fukuoka, Japan       | 26 juli 2023 |

## Resultat

### Försöksheat
Försöksheaten startade den 29 juli klockan 10:26.
| Placering | Heat | Bana | Namn                     | Nationalitet            | Tid     | Noteringar |
| --------- | ---- | ---- | ------------------------ | ----------------------- | ------- | ---------- |
| 1         | 5    | 3    | Erika Fairweather        | Nya Zeeland             | 1.56,54 | 0Q0        |
| 2         | 5    | 5    | Erin Gemmell             | USA                     | 1.56,74 | 0Q0        |
| 3         | 5    | 4    | Mollie O'Callaghan       | Australien              | 1.57,04 | 0Q0        |
| 4         | 3    | 5    | Jamie Perkins            | Australien              | 1.57,08 | 0Q0        |
| 5         | 3    | 4    | Barbora Seemanová        | Tjeckien                | 1.57,13 | 0Q0        |
| 6         | 5    | 6    | Liu Yaxin                | Kina                    | 1.57,33 | 0Q0        |
| 7         | 4    | 4    | Claire Weinstein         | USA                     | 1.57,38 | 0Q0        |
| 8         | 3    | 2    | Aimee Canny              | Sydafrika               | 1.57,53 | 0Q0        |
| 8         | 3    | 3    | Freya Colbert            | Storbritannien          | 1.57,53 | 0Q0        |
| 8         | 5    | 7    | Ella Jansen              | Kanada                  | 1.57,53 | 0Q0        |
| 11        | 4    | 3    | Li Bingjie               | Kina                    | 1.57,57 | 0Q0        |
| 12        | 3    | 6    | Minna Ábrahám            | Ungern                  | 1.57,65 | 0Q0        |
| 13        | 4    | 5    | Mary-Sophie Harvey       | Kanada                  | 1.57,72 | 0Q0        |
| 14        | 5    | 2    | Maria Fernanda Costa     | Brasilien               | 1.57,94 | 0Q0        |
| 15        | 5    | 9    | Jo Hyun-ju               | Sydkorea                | 1.58,10 | 0Q0, 0NR0  |
| 16        | 4    | 2    | Stephanie Balduccini     | Brasilien               | 1.58,28 | 0Q0        |
| 17        | 3    | 8    | Iris Julia Berger        | Österrike               | 1.58,54 |            |
| 18        | 3    | 1    | Nagisa Ikemoto           | Japan                   | 1.58,61 |            |
| 19        | 4    | 6    | Nikolett Pádár           | Ungern                  | 1.58,62 |            |
| 20        | 5    | 0    | Francisca Soares Martins | Portugal                | 1.58,67 |            |
| 21        | 4    | 1    | Milana Tapper            | Nya Zeeland             | 1.58,75 |            |
| 22        | 5    | 8    | Waka Kobori              | Japan                   | 1.59,06 |            |
| 23        | 3    | 0    | Lea Polonsky             | Israel                  | 1.59,11 |            |
| 23        | 5    | 1    | Snæfríður Jórunnardóttir | Island                  | 1.59,11 |            |
| 25        | 4    | 8    | Bianca Nannucci          | Italien                 | 1.59,24 |            |
| 26        | 3    | 7    | Leah Schlosshan          | Storbritannien          | 1.59,40 |            |
| 26        | 4    | 0    | Maya Werner              | Tyskland                | 1.59,40 |            |
| 28        | 3    | 9    | Sofia Åstedt             | Sverige                 | 1.59,82 |            |
| 29        | 2    | 3    | Elisabeth Ebbesen        | Danmark                 | 2.00,36 |            |
| 30        | 2    | 5    | Batbayaryn Enkhkhüslen   | Mongoliet               | 2.01,14 |            |
| 31        | 2    | 4    | María Yegres             | Venezuela               | 2.01,15 |            |
| 32        | 4    | 7    | Janja Šegel              | Slovenien               | 2.01,18 |            |
| 33        | 2    | 7    | Femke Spiering           | Nederländerna           | 2.01,20 |            |
| 34        | 4    | 9    | Wiktoria Guść            | Polen                   | 2.01,26 |            |
| 35        | 2    | 6    | Camille Henveaux         | Belgien                 | 2.02,37 |            |
| 36        | 2    | 0    | Kamonchanok Kwanmuang    | Thailand                | 2.03,05 |            |
| 37        | 2    | 9    | Sasha Gatt               | Malta                   | 2.04,16 |            |
| 38        | 2    | 8    | Isabella Dieffenthaller  | Trinidad och Tobago     | 2.05,58 |            |
| 39        | 2    | 1    | Andrea Becali            | Kuba                    | 2.07,65 |            |
| 40        | 1    | 4    | Harper Barrowman         | Caymanöarna             | 2.08,28 |            |
| 41        | 1    | 1    | Hiruki de Silva          | Sri Lanka               | 2.09,23 |            |
| 42        | 1    | 5    | Jehanara Nabi            | Pakistan                | 2.09,88 |            |
| 43        | 1    | 3    | Bianca Mitchell          | Nederländska Antillerna | 2.11,40 |            |
| 44        | 1    | 6    | Duana Lama               | Nepal                   | 2.13,40 |            |
| 45        | 1    | 7    | Aiymkyz Aidaralieva      | Kirgizistan             | 2.14,18 |            |
| 46        | 1    | 2    | Osiyokhon Redjapova      | Uzbekistan              | 2.16,86 |            |
| 47        | 2    | 2    | Gan Ching Hwee           | Singapore               | 0DNS0   | 0DNS0      |

### Semifinaler
Semifinalerna startade den 29 juli klockan 20:12.
| Placering | Heat | Bana | Namn                 | Nationalitet   | Tid     | Noteringar |
| --------- | ---- | ---- | -------------------- | -------------- | ------- | ---------- |
| 1         | 2    | 6    | Claire Weinstein     | USA            | 1.54,69 | 0Q0        |
| 2         | 2    | 5    | Mollie O'Callaghan   | Australien     | 1.55,49 | 0Q0        |
| 3         | 2    | 4    | Erika Fairweather    | Nya Zeeland    | 1.55,52 | 0Q0        |
| 4         | 2    | 3    | Barbora Seemanová    | Tjeckien       | 1.55,63 | 0Q0        |
| 5         | 1    | 5    | Jamie Perkins        | Australien     | 1.55,89 | 0Q0        |
| 6         | 2    | 2    | Freya Colbert        | Storbritannien | 1.55,91 | 0Q0        |
| 7         | 2    | 7    | Li Bingjie           | Kina           | 1.55,98 | 0Q0        |
| 8         | 1    | 4    | Erin Gemmell         | USA            | 1.56,03 | 0Q0        |
| 9         | 1    | 3    | Liu Yaxin            | Kina           | 1.56,37 |            |
| 10        | 1    | 7    | Minna Ábrahám        | Ungern         | 1.56,70 |            |
| 11        | 1    | 2    | Ella Jansen          | Kanada         | 1.57,60 |            |
| 12        | 1    | 6    | Aimee Canny          | Sydafrika      | 1.57,72 |            |
| 13        | 1    | 8    | Stephanie Balduccini | Brasilien      | 1.57,87 |            |
| 14        | 1    | 1    | Maria Fernanda Costa | Brasilien      | 1.58,43 |            |
| 15        | 2    | 1    | Mary-Sophie Harvey   | Kanada         | 1.58,57 |            |
| 16        | 2    | 8    | Jo Hyun-ju           | Sydkorea       | 1.58,72 |            |

### Final
Finalen startade den 30 juli klockan 19:18.
| Placering | Bana | Namn               | Nationalitet   | Tid     | Noteringar |
| --------- | ---- | ------------------ | -------------- | ------- | ---------- |
| 1         | 5    | Mollie O'Callaghan | Australien     | 1.53,48 |            |
| 2         | 1    | Li Bingjie         | Kina           | 1.54,52 |            |
| 3         | 4    | Claire Weinstein   | USA            | 1.54,67 |            |
| 4         | 7    | Freya Colbert      | Storbritannien | 1.55,06 | 0NR0       |
| 5         | 6    | Barbora Seemanová  | Tjeckien       | 1.55,20 |            |
| 6         | 3    | Erika Fairweather  | Nya Zeeland    | 1.55,61 |            |
| 7         | 2    | Jamie Perkins      | Australien     | 1.56,55 |            |
| 8         | 8    | Erin Gemmell       | USA            | 2.00,16 |            |